# Dylan & the Dead
Dylan & The Dead es un álbum en directo de Bob Dylan y Grateful Dead, publicado por la compañía discográfica Columbia Records en enero de 1989. Grabado en 1987 durante una gira por estadios, el álbum fue producido por Jerry García y John Cutler.
El álbum obtuvo buenas ventas y alcanzó el puesto 37 en la lista estadounidense Billboard 200 y el puesto 38 en el Reino Unido. En Estados Unidos fue certificado como disco de oro por la RIAA a las pocas semanas. Aun así, muchos críticos musicales realizaron reseñas negativas por tratarse de un documento histórico de poca relevancia y uno de los peores discos de las carreras discográficas de Dylan y Grateful Dead. A diferencia de la gira realizada, en la cual se interpretaron temas de The Grateful Dead, el álbum solo incluye siete composiciones de Dylan.

## Recepción
A pesar de unas buenas ventas iniciales, Dylan & the Dead obtuvo reseñas poco favorables de la crítica musical. La revista Rolling Stone comentó que el álbum «te hace pensar por qué hubo tanto alboroto sobre la gira». En su crítica para Village Voice, el periodista Robert Christgau comentó que «lo que Dylan hace aquí en su catálogo es lo mismo que ha estado haciendo durante años: dinero». En Amazon, Steve Appleford lamentó que «si estas fueron las mejores interpretaciones de la gira, lástima de quien acudiera a uno de esos conciertos con la cabeza despejada». En su crónica para Allmusic, Stephen Erlewine fue particularmente duro: otorgó al álbum una calificación de una estrella sobre un total de cinco y lo definió como «posiblemente el peor álbum tanto de Dylan como de Grateful Dead», además de un «documento triste y desalentador».

## Lista de canciones
Todas las canciones escritas y compuestas por Bob Dylan excepto donde se anota. 
| Cara A |                                                                   |          |  |
| N.º    | Título                                                            | Duración |  |
| 1.     | «Slow Train» (Foxborough, Massachusetts, 4 de julio de 1987)      | 4:54     |  |
| 2.     | «I Want You» (Oakland, California, 24 de julio de 1987)           | 3:59     |  |
| 3.     | «Gotta Serve Somebody» (Anaheim, California, 26 de julio de 1987) | 5:42     |  |
| 4.     | «Queen Jane Approximately» (Eugene, Oregon, 19 de julio de 1987)  | 6:30     |  |

| Cara B |                                                                        |                         |          |  |
| N.º    | Título                                                                 | Escritor(es)            | Duración |  |
| 5.     | «Joey» (Foxborough, Massachusetts, 4 de julio de 1987)                 | Bob Dylan, Jacques Levy | 9:10     |  |
| 6.     | «All Along the Watchtower» (Anaheim, California, 26 de julio de 1987)  |                         | 6:17     |  |
| 7.     | «Knockin' on Heaven's Door» (Anaheim, California, 26 de julio de 1987) |                         | 6:35     |  |

## Personal
| Músicos - Bob Dylan: guitarra y voz - Jerry García: guitarra y coros - Bob Weir: guitarra y coros - Brent Mydland: teclados y coros - Phil Lesh: bajo - Bill Kreutzmann: batería - Mickey Hart: batería | Personal técnico - Guy Charbonneau: ingeniero de sonido - John Cutler: productor y masterización - Joe Gastwirt: masterización - Herb Greene: fotografía - Rick Griffin: director artístico - Gary Hedden: ingeniero - Peter Miller: ingeniero - David Roberts: ingeniero - Billy Rothschild: ingeniero - Chris Wiskes: ingeniero |

## Posición en listas
| País           | Lista                  | Posición |
| -------------- | ---------------------- | -------- |
| Alemania       | Media Control Charts   | 55       |
| Estados Unidos | Billboard 200          | 37       |
| Noruega        | VG-lista Top 40 Albums | 16       |
| Reino Unido    | UK Albums Chart        | 38       |
| Suecia         | Albums Top 60          | 33       |
| Suiza          | Swiss Top Albums 100   | 29       |

| Sencillo     | País           | Lista                  | Posición |
| ------------ | -------------- | ---------------------- | -------- |
| «Slow Train» | Estados Unidos | Mainstream Rock Tracks | 8        |